# Copelatus peridinus
Copelatus peridinus är en skalbaggsart som beskrevs av Guignot 1955. Copelatus peridinus ingår i släktet Copelatus och familjen dykare. Inga underarter finns listade i Catalogue of Life.